# سرجیو اوگا
سرجیو اوگا (انگلیسی: Sergio Oga؛ زادهٔ ۱۵ سپتامبر ۱۹۸۱) بازیکن فوتبال اهل آرژانتین است.